# Slovenský Zväz Rádioamatérov
Der Slovenský zväz rádioamatérov (kurz: SZR, deutsch „Slowakischer Verband der Funkamateure“) ist die nationale Vereinigung der Funkamateure in der Slowakei.
Der SZR ist seit 1993 Mitglied der International Amateur Radio Union (IARU Region 1), der internationalen Vereinigung von Amateurfunkverbänden. Er vertritt dort die Interessen der Funkamateure des Landes.

## Geschichte
Der SZR wurde im Jahr 1990 als demokratischer Rechtsnachfolger der früheren Amateurfunkorganisationen innerhalb des slowakischen Teils der damaligen Tschechoslowakei gegründet. Er ist eine freiwillige, interessenbasierte, rechtlich und wirtschaftlich unabhängige Organisation. Er hat etwa 1200 Mitglieder, für die er Funkwettbewerbe organisiert und einen QSL-Dienst anbietet.
Der SZR verfügt über eine zentrale Sendestation mit dem Amateurfunkrufzeichen OM9HQ, die wöchentlich jeden Donnerstagnachmittag auf 3768 kHz spezifische Nachrichten aussendet.
In Zusammenarbeit mit dem Český radioklub (ČRK), dem tschechischen Pendant des SZR, erscheint monatlich das Rádiožurnál („Radio-Journal“). Diese bereits seit vielen Jahrzehnten auch mit tschechischem Titel als Radioamatér („Funkamateur“) erscheinende traditionsreiche Amateurfunkzeitschrift widmet sich den diversen Mitgliederaktivitäten, wie Amateurfunkwettbewerben, Aktionen wie SOTA und „DXpeditionen“, sowie den typischen Themen des Amateurfunks, wie Sende- und Empfangstechnik, Testberichte und Bauanleitungen zu Antennen und so weiter.
Ferner gibt der SZR ein wöchentliches Mitteilungsblatt als „DX-Bulletin“ heraus. Es erscheint mit dem Titel International DX Press (kurz IDXP) und kann über die unter Weblinks angegebene Adresse frei bezogen werden. Es gibt davon inzwischen mehr als 1500 Ausgaben.